# Lưu Đức Hoa
Lưu Đức Hoa (sinh ngày 27 tháng 9 năm 1961) là một nam diễn viên, ca sĩ kiêm nhà sản xuất điện ảnh người Hồng Kông. Anh là một trong Tứ Đại Thiên Vương của nhạc pop Hồng Kông bên cạnh Trương Học Hữu, Quách Phú Thành và Lê Minh. Lưu Đức Hoa là một trong những diễn viên thành công nhất về mặt thương mại của Hồng Kông kể từ giữa thập niên 1980 đến nay. Nhờ tài năng diễn xuất nổi bật, Lưu Đức Hoa được mệnh danh là "Ảnh đế". Anh còn là một trong những nghệ sĩ thành công về lĩnh vực âm nhạc tại thị trường Hoa ngữ.

## Tiểu sử
Lưu Đức Hoa sinh ra tại Đại Bộ, Hồng Kông, là con trai của Lưu Tuyền (劉禮), một lính cứu hỏa. Khi còn bé, Lưu Đức Hoa từng phải đi xách nước cho gia đình 8 lần một ngày vì nhà không có tiền lắp ống nước. Anh tốt nghiệp trường trung học Khả Lập, thuộc nhóm Band 1 (chất lượng giảng dạy và học tập tốt nhất) ở khu Tân Bồ Cương (San Po Kong), Cửu Long, Hồng Kông. Anh cũng theo học thư pháp. Lưu Đức Hoa chuyển sang Đạo Phật trong thập niên 1980. Anh lớn lên trong gia đình theo đạo Phật và hiện là một tín đồ của ngôi đền Núi Lingyan ở Đài Loan.

## Đời tư
Năm 2008, Lưu Đức Hoa kết hôn với Chu Lệ Thiến (giản thể: 朱丽倩; phồn thể: 朱麗倩), còn có tên Chu Lệ Khanh (朱丽卿) là người Hoa kiều tại Penang, Malaysia sau 24 năm hẹn hò bí mật.. Cô là con gái của ông Chu Kiến Thành (朱建成) hay còn gọi là Chu Kim Thành (朱金城), người Phúc Kiến. Gia đình kinh doanh đa ngành trong đó mở nhà hàng hải sản. Năm 1983, cô cùng chị gái Chu Lệ Trân (朱丽珍) tham gia chụp ảnh bìa cho tạp chí New Wave. Năm 1991, mẹ cô qua đời, gia đình đóng cửa công việc kinh doanh nhà hàng. Chú của Lệ Thiến là đại gia Trần Chí Viễn (Vincent Tan, 陈志远), Chủ tịch Tập đoàn Berjaya.
Cả hai đăng ký kết hôn tại Clark County, Nevada, Mỹ. Ngày 9 tháng 5 năm 2012, sinh con gái đầu lòng đặt tên là Lưu Hướng Huệ (Hanna, 劉向蕙).

## Sự nghiệp diễn xuất

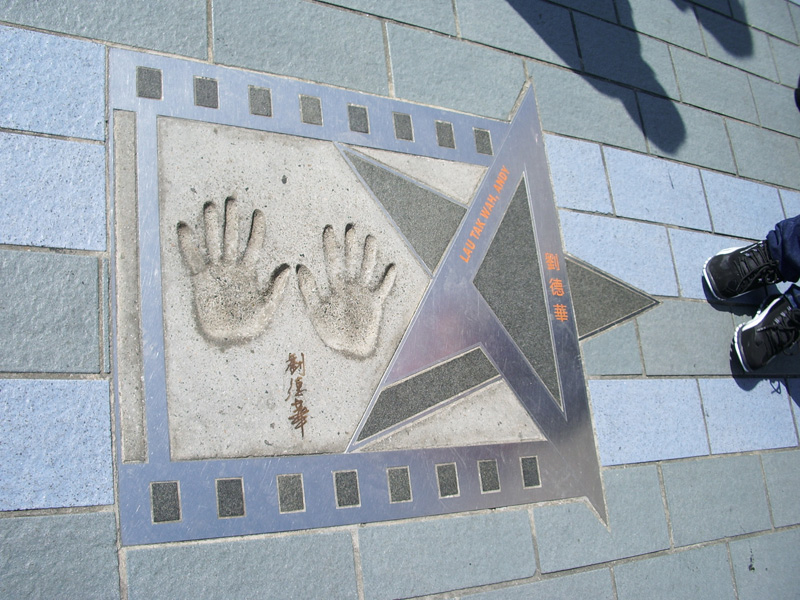
Dấu tay và chữ ký của Lưu Đức Hoa tại Đại lộ Ngôi sao, Hồng Kông.

Lưu Đức Hoa bắt đầu sự nghiệp diễn xuất khi anh đầu quân cho hãng TVB và bắt đầu tham gia các bộ phim truyền hình của hãng này. Lưu được biết nhiều đến khi đóng vai chính trong bộ phim truyền hình "Săn diều hâu" nhưng chỉ thực sự nổi tiếng khi vào vai Dương Quá trong bộ phim truyền hình Thần điêu đại hiệp (1983) bên cạnh Tiểu Long Nữ do nữ diễn viên Trần Ngọc Liên đóng. Nhờ những vai diễn thành công liên tiếp, Lưu Đức Hoa đã trở thành một trong những diễn viên trẻ triển vọng nhất của hãng TVB và được người hâm mộ xếp vào nhóm "Ngũ hổ tướng" cùng các diễn viên trẻ nổi tiếng khác là Huỳnh Nhật Hoa, Thang Trấn Nghiệp, Miêu Kiều Vỹ và Lương Triều Vỹ.
Năm 1988, Lưu Đức Hoa rời hãng TVB để tập trung đóng các bộ phim điện ảnh. Chỉ một năm sau ngày rời TVB, Lưu Đức Hoa đã có thành công đầu tiên với bộ phim Thần bài đóng cùng Châu Nhuận Phát và Vương Tổ Hiền.
Năm 1990 Lưu Đức Hoa thủ vai Hoa Đệ trong bộ phim xã hội đen "Thiên nhược hữu tình", đây là bộ phim nói về cuộc sống đua xe tốc độ, chém giết và thanh trừng của thế giới ngầm xã hội đen ở Hồng Kông cuối thập niên 80. Bộ phim lôi cuốn cả những khán giả chán ghét phim xã hội đen chém giết vô nghĩa. Năm 1991 Thiên nhược hữu tình 2 ra đời với nhân vật chính khác do Quách Phú Thành thủ diễn cũng đạt được doanh thu cao.
Tính đến đầu thế kỷ XXI, Lưu Đức Hoa đã tham gia hơn 100 bộ phim điện ảnh và có rất nhiều vai diễn để đời trong đó phải nói đến vai gã sư đô con A Đại trong Đại hòa thượng và Minh, tên tội phạm đội lốt thanh tra cảnh sát trong bộ ba phim Vô gian đạo. Từ năm 2003 trở lại đây, Lưu đã hạn chế số phim tham gia mỗi năm, tuy vậy anh vẫn có nhiều vai diễn đáng chú ý như vai Lưu bổ đầu trong Thập diện mai phục hay vai kẻ cắp Vương Bộ trong Thiên hạ vô tặc.
Với những nỗ lực trong nghề, Lưu Đức Hoa đã được bầu chọn là diễn viên mang lại doanh thu số 1 cho điện ảnh Hồng Kông từ năm 1985 đến năm 2005 với doanh thu tổng cộng lên tới 1,7 tỷ Dollar Hồng Kông, xếp trên hai diễn viên nổi tiếng khác là Châu Tinh Trì và Thành Long.

## Sự nghiệp ca nhạc
Bắt đầu sự nghiệp ca hát từ năm 1985, các đĩa hát của Lưu Đức Hoa bán rất chạy và Lưu Đức Hoa được giới truyền thông phong tặng là một trong "Tứ đại thiên vương (âm nhạc)" bao gồm các ca sĩ Lưu Đức Hoa, Quách Phú Thành, Lê Minh và Trương Học Hữu.
Lưu Đức Hoa cũng thường là người thể hiện các bài hát chủ đề (soundtrack) trong các bộ phim mà anh tham gia. Bài hát cùng tên trong bộ phim Vô gian đạo do Lưu song ca với Lương Triều Vĩ trở thành tác phẩm ăn khách tương tự bộ phim này.
Lưu Đức Hoa bắt đầu hát từ năm 1980, nhưng đến năm 1990 thì mới được nổi lên thành ngôi sao ca nhạc sau khi phát hành album nổi tiếng "可不可以" (Có thể hay không).
Những ca khúc nổi tiếng khác trong sự nghiệp của Lưu Đức Hoa: 一起走過的日子 (Ngày mình còn bước cùng nhau), 愛不完 (Yêu không dứt), 潮水 (Thủy triều), 忘情水 (Vong tình thủy), 中國人 (Người Trung Quốc), 笨小孩 (Stupid Child), 愛你一萬年 (Yêu em 10.000 năm), 你是我的女人 (Người đàn bà của anh), 暗裡著迷 (Âm thầm mê đắm), 再會了 (Hẹn gặp lại), 離開妳以後 (Sau ngày ra đi), 情感的禁區 (Tình cảm trong vòng cấm), 長夜多浪漫 (Đêm dài nhiều lãng mạn), 真我的風采 (Bản lãnh của chàng)...
Thập niên 1990, khá nhiều các phim truyền hình của TVB lấy bài nhạc của Lưu Đức Hoa làm bài hát chủ đề: 該走的時候 (Đến giờ ra đi) (nhạc phim "Thiên Luân 天倫"); 妳震撼我的心靈 (Em làm chấn động lòng anh) (nhạc phim "Đại Nhân vật 巨人"); 心聲共鳴 (Ai hiểu cho lòng) (nhạc phim "Vạn nẻo đường tình / Cuộc tình vạn dặm 萬里長情")...

## Phim đã đóng

### Truyền hình
Năm 1981
- Flower Boat Little Hero
- Anh hùng xuất Thiếu Lâm Tự 3

Năm 1982
- Tửu quyền Tô Khất Nhi
- Head for the sun
- The Restless Trio
- Săn diều hâu
- Old Carven

Năm 1983
- Con đường nay mai (My way)
- The Old Miao Myth
- Thần điêu đại hiệp (vai Dương Quá)
- Anh hùng xạ điêu (thị vệ Thành Cát Tư Hãn)

Năm 1984
- Lộc đỉnh ký (vai vua Khang Hy)
- The Other Side of the Horizon / Ma vực đào nguyên / Vực Thẳm Bồng Lai (vai Phó Thanh Vân)
- Bảo Chi Lâm (vai Lâm Thế Vinh)

Năm 1985
- The Last Performance
- Take Care, Your Highness
- Dương gia tướng (vai Dương Lục Lang)

Năm 1986
- The Heavenly Swordsman and the Spoiled
- Heir to the Throne / Chân mệnh thiên tử (vai Quản Trung Nguyên)

Năm 1988
- Tin Long Kip / Thiên Lang Kiếp / Nhật Nguyệt Tranh Hùng (vai Bạch Long)

Năm 1992
- Tình yêu thời hiện đại

### Điện ảnh
Năm 1982
- Thuyền nhân

Năm 1983
- Home at Hong Kong
- On the Wrong Track

Năm 1984
- Trường hận ca

Năm 1985
- Thập tam thái bảo
- Nội tình pháp luật (The Unwritten Law)

Năm 1986
- Magic Crystal ----- Các diễn viên khác: Mạc Thiếu Thông, Nguyên Bưu, Cynthia Rothrock, Richard Norton
- Twinkle Twinkle Lucky Stars ----- Các diễn viên khác: Thành Long, Hồng Kim Bảo, Nguyên Bưu, Miêu Kiều Vỹ, Tăng Chí Vĩ, Quan Chi Lâm
- Lucky Stars Go Places

Năm 1987
- Nợ giang hồ (Rich and Famous) ----- Các diễn viên khác: Châu Nhuận Phát, Đàm Vịnh Luân
- Sworn Brothers
- Anh hùng hảo hán (Rich and Famous 2 - Tragic Hero)

Năm 1988
- Vượng giác tạp môn (As Tears Go By) (đạo diễn Vương Gia Vệ)----- Các diễn viên khác: Trương Học Hữu, Trương Mạn Ngọc, Vạn Tử Lương
- Crazy Companies
- Crazy Companies 2
- Long Gia Tộc ----- Các diễn viên khác: Thang Chấn Nghiệp, Đàm Vịnh Luân, Miêu Kiều Vỹ
- In the Blood
- Last Eunuch in China
- The Romancing Star 2
- Three Against the World ----- Các diễn viên khác: Quan Chi Lâm, Lâm Ức Liên, Ngô Mạnh Đạt
- The Truth
- Walk On Fire

Năm 1989
- Cùng chung số phận (Bloody Brotherhood)
- China White
- City Kids 1989 ----- Các diễn viên khác: Mạc Thiếu Thông
- Thợ săn trong thành phố ----- Các diễn viên khác: Lê Minh, Thành Long, Khâu Thục Trinh
- The First Time is the Last Time
- Thần bài (đạo diễn Vương Tinh) ----- Các diễn viên khác: Vương Tổ Hiền, Châu Nhuận Phát, Ngô Mạnh Đạt, Trương Mẫn
- Little Cop
- Hương Cảng kỳ binh 3 (Long Arm of the Law III)
- News Attack
- Perfect Match
- Proud and Confident
- The Romancing Star 3
- Runaway Blues
- Ái nhân đồng chí (愛人同志)
- Casino Raiders ----- Các diễn viên khác: Đàm Vịnh Luân, Trần Ngọc Liên
- The Truth-Final Episode

Năm 1990
- A Phi chính truyện ----- Các diễn viên khác: Lương Triều Vĩ, Trương Quốc Vinh, Trương Mạn Ngọc, Lưu Gia Linh, Trương Học Hữu
- Ngục tù mãnh long ----- Các diễn viên khác: Hà Gia Kính, Lê Tư
- Thần tài - Đoàn binh phú quý (The Fortune Code)
- Gangland Odyssey
- A Home Too Far
- Đảo lửa (Island Of Fire) ----- Các diễn viên khác: Lương Gia Huy, Hồng Kim Bảo, Thành Long
- Kỳ nữ Kawashima Yoshiko
- Tân Như Lai thần chưởng (Kungfu vs Acrobatic)
- Thiên nhược hữu tình (vai A Đệ) ----- Các diễn viên khác: Ngô Thiến Liên, Ngô Mạnh Đạt
- Nhất kế nhì tài (No Risk, No Gain) ----- Các diễn viên khác: Đàm Vịnh Luân, Lý Gia Hân
- Tái chiến giang hồ (Return Engagement)
- Đổ thánh 2 ----- Các diễn viên khác: Châu Tinh Trì, Trương Mẫn, Trần Pháp Dung

Năm 1991
- Độc bá thiên hạ (Casino Raiders 2) ----- Các diễn viên khác: Vương Kiệt, Ngô Thiến Liên, Trần Pháp Dung, Huỳnh Thu Sinh
- Hào môn dạ yến (diễn viên khách mời) (đạo diễn Từ Khắc) Đây là bộ phim duy nhất quy tụ nhiều diễn viên, ca sĩ nổi tiếng nhất thời bấy giờ của điện ảnh Hồng Kông ----- Các diễn viên khác: Tăng Chí Vĩ, Trịnh Du Linh, Quan Chi Lâm, Lương Gia Huy, Lâm Tử Tường, Nhậm Đạt Hoa, Châu Tinh Trì, Lương Triều Vỹ, Quách Phú Thành, Lê Minh, Mai Diễm Phương, Trương Mạn Ngọc, Vương Tổ Hiền, Củng Lợi, Trương Quốc Vinh, Diệp Thiên Văn, Lưu Gia Linh, Lý Gia Hân, Lý Tử Hùng, Diệp Mẫn Nghi, Ngô Quân Như, Đàm Vịnh Lân, Khương Đại Vệ, Lương Gia Nhân, Lưu Khả Dinh...
- Dance with the Dragon
- Bố già Hồng kông (Hong Kong Godfather)
- Giọt máu cuối cùng ----- Các diễn viên khác: Đàm Vịnh Lân, Lương Gia Nhân, Tăng Chí Vĩ
- Thám trưởng Lôi Lạc (vai Lôi Lạc) ----- Các diễn viên khác: Trần Huệ Mẫn, Khâu Thục Trinh
- Thám trưởng Lôi Lạc 2 (vai Lôi Lạc) ----- Các diễn viên khác: Quách Phú Thành, Trương Mẫn, Ngô Mạnh Đạt
- Tân thần điêu hiệp lữ ----- Các diễn viên khác: Quách Phú Thành, Mai Diễm Phương, Lưu Gia Linh
- Ngũ hổ tướng ----- Các diễn viên khác: Huỳnh Nhật Hoa, Thang Chấn Nghiệp, Miêu Kiều Vỹ, Lương Triều Vĩ
- Chuyên gia xảo quyệt ----- Các diễn viên khác: Lương Triều Vĩ
- Tricky Brains ----- Các diễn viên khác: Châu Tinh Trì, Quan Chi Lâm
- Zodiac Killers

Năm 1992
- Tân ca truyền kỳ (Casino Tycoon) ----- Các diễn viên khác: Khâu Thục Trinh, Vương Tổ Hiền
- Tân ca truyền kỳ 2 - Bá chủ bịp thành (Casino Tycoon 2) ----- Các diễn viên khác: nhóm nhạc Thảo Manh
- Come Fly The Dragon ----- Các diễn viên khác: Lương Triều Vĩ, Miêu Kiều Vỹ
- Chân giả uy long ----- Các diễn viên khác: Quách Phú Thành, Quan Chi Lâm, Ngô Quân Như
- Gun n Rose ----- Các diễn viên khác: Nhậm Đạt Hoa, Lê Minh, Trần Pháp Dung
- Tân tuyệt đại song kiều (Handsome Siblings) ----- Các diễn viên khác: Lâm Thanh Hà, Trương Mẫn
- Chiến thần truyền thuyết (The Moon Warriors) ----- Các diễn viên khác: Mai Diễm Phương, Trương Mạn Ngọc, Kenny Bee
- The Prince Of Temple Street ----- Các diễn viên khác: Vương Tổ Hiền
- Tân thần điêu hiệp lữ 2 ----- Các diễn viên khác: Quan Chi Lâm
- Thánh Hiệp (The Sting)----- Các diễn viên khác: Quan Chi Lâm, Lôi Vũ Dương
- Anh hùng thứ thiệt (What A Hero!) ----- Các diễn viên khác: Trương Mạn Ngọc

Năm 1993
- Thiên trường địa cửu (Days of Tomorrow)
- Trường học bá vương (vai Vega) (phim dựa theo trò chơi điện tử nổi tiếng đầu thập niên 90: Street Fighters) ----- Các diễn viên khác: Trịnh Y Kiện (vai Ken), Nhậm Đạt Hoa (vai D.Silva), Quách Phú Thành (vai Ryu), Khâu Thục Trinh (vai Chun-li), Trương Học Hữu (Vai E.Honda), Hứa Chí An, Trương Vệ Kiện
- Thánh hiệp 2 - Thâu thiên đổi nhật (Perfect Exchange) ----- Các diễn viên khác: Lương Gia Huy, Lý Uyển Hoa

Năm 1994
- Túy quyền II ----- Các diễn viên khác: Thành Long, Lưu Gia Lương, Địch Long, Mai Diễm Phương
- Túy quyền 3 ----- Các diễn viên khác: Nhậm Đạt Hoa, Lý Gia Hân, Trịnh Thiếu Thu
- A Taste of Killing and Romance ----- Các diễn viên khác: Viên Vịnh Nghi
- Giang Hồ tam hiệp (The Three Swordsmen)
- Thiên Địa (Tian Di)

Năm 1995
- Đại mạo hiểm gia (The Adventurers) ----- Các diễn viên khác: Khương Đại Vệ, Lương Bội Linh
- Liệt Hỏa Chiến Xa ----- Các diễn viên khác: Lương Vịnh Kì

Năm 1996
- Cuộc hành trình kỳ lạ (What a Wonderful World)
- Thiên nhược hữu tình 3 ----- Các diễn viên khác: Ngô Thiến Liên
- Tân Bến Thượng Hải (vai Đinh Lực) ----- Các diễn viên khác: Trương Quốc Vinh, Ninh Tịnh
- Thanks for Your Love

Năm 1997
- Armageddon
- Cuộc phá tham ô (Island of Greed) ----- Các diễn viên khác: Lương Gia Huy
- Long Tại Giang Hồ (A True Mob Story) ----- Các diễn viên khác: Lương Vịnh Kì

Năm 1998
- Vua Bip 99 (The Conmen 99) (vai hiệp sĩ đánh bài) ----- Các diễn viên khác: Trương Gia Huy

Năm 1999
- Fascination Amour
- Prince Charming
- Vua Bịp Đại Chiến Las Vegas (vai vua bịp) ----- Các diễn viên khác: Trương Gia Huy
- Long tại biên duyên (Rồng nơi biên giới) (1999) (vai đại ca Long) ----- Các diễn viên khác: Cổ Thiên Lạc, Đàm Diệu Văn
- Giây phút đoạt mệnh (Running Out of Time) ----- (đoạt giải "Nam diễn viên chính xuất sắc nhất" tại Giải Kim Tượng lần thứ 19)

Năm 2000
- Quyết chiến Tử Cấm Thành: vai Bạch Vân Thành chủ Diệp Cô Thành
- Needing You...
- A Fighter Blues (kiêm nhà sản xuất)

Năm 2001
- Love On a Diet ----- Các diễn viên khác: Trịnh Tú Văn
- Fulltime Killer (kiêm nhà sản xuất) ----- Các diễn viên khác: Nhậm Đạt Hoa
- Dance of a Dream (kiêm nhà sản xuất) ----- Các diễn viên khác: Mai Diễm Phương, Ngô Quân Như
- Tâm niệm phát tài (Fat Choi Spirit) ----- Các diễn viên khác: Cổ Thiên Lạc, Lương Vịnh Kỳ

Năm 2002
- Vệ Tư Lý: vai Lam huyết nhân (The Wesley Mysterious File)
- Vô gian đạo ----- Các diễn viên khác: Lương Triều Vĩ, Huỳnh Thu Sinh, Tăng Chí Vĩ, Trần Tuệ Lâm, Trịnh Tú Văn, Trần Quán Hy, Dư Văn Lạc
- Golden Chicken
- Cat and Mouse

Năm 2003
- Đại hòa thượng / Running on Karma ----- (đoạt giải "Nam diễn viên chính xuất sắc nhất" tại Giải Kim Tượng lần thứ 23)
- Vô gian đạo 3 ----- (đoạt giải "Nam diễn viên chính xuất sắc nhất" tại Giải Kim Mã lần thứ 41)
- Golden Chicken 2

Năm 2004
- Magic Kitchen ----- Các diễn viên khác: Maggie Q, Ngôn Thừa Húc
- Jiang Hu ----- Các diễn viên khác: Trương Học Hữu
- Thập Diện Mai Phục ----- Các diễn viên khác: Kaneshiro Takeshi, Chương Tử Di
- Yesterday Once More
- Thiên hạ vô tặc

Năm 2005
- Wait 'Til You're Older (Tuổi thơ diệu kỳ) ---- Các diễn viên khác: Huỳnh Nhật Hoa, Mạc Văn Úy, Lý Băng Băng
- All About Love (kiêm nhà sản xuất) ---- Các diễn viên khác: Dương Thái Ni, Thái Trác Nghiên
- Only you (Chỉ vì yêu) ---- Đạo diễn: Đỗ Kỳ Phong

Năm 2006
- A Battle of Wits: vai quân sư Cách Ly
- Protégé / Môn Đồ ----- (đoạt giải "Nam diễn viên phụ xuất sắc nhất" tại Giải Kim Tượng lần thứ 27)

Năm 2007
- Đầu danh trạng
- Brothers ---- Các diễn viên khác: Huỳnh Nhật Hoa, Thang Chấn Nghiệp, Miêu Kiều Vỹ, Trần Dịch Tấn

Năm 2008
- Tam quốc chí: Rồng tái sinh: vai Triệu Tử Long

Năm 2009
- Look for a star (Tình mộng kỳ duyên): Thư Kỳ
- Đại nghiệp kiến quốc: vai Du Tể Phì

Năm 2010
- Địch Nhân Kiệt thông thiên đế quốc: vai Địch Nhân Kiệt ---- Các diễn viên khác: Lưu Gia Linh, Lý Băng Băng
- Cảnh sát tương lai: vai Kidd ---- Các diễn viên khác: Phạm Băng Băng, Từ Hy Viên, Phàn Thiếu Hoàng

Năm 2011
- Tân Thiếu Lâm tự ---- Các diễn viên khác: Thành Long, Tạ Đình Phong
- What Women Want ---- Các diễn viên khác: Củng Lợi, Trần Chí Bằng
- A Simple Life (Đào tỷ) ----- (đoạt giải "Nam diễn viên chính xuất sắc nhất" tại Giải Kim Mã lần thứ 48 và Giải Kim Tượng lần thứ 31)

Năm 2012
- Switch ---- Các diễn viên khác: Lâm Chí Linh
- Cold War (Hàn Chiến) --- Các diễn viên khác: Lương Gia Huy, Dương Thái Ni, Quách Phú Thành, Bành Vu Yến, Lâm Gia Đống, Tiền Gia Lạc, Lý Trị Đình, An Chí Kiệt,...

Năm 2013
- Firestorm / Bão lửa
- Blind Detective / Trinh thám mù ---- Các diễn viên khác: Trịnh Tú Văn

Năm 2015
- Saving Mr. Wu
- Thất Cô --- Các diễn viên khác: Tỉnh Bách Nhiên
- From Vegas To Macau --- Guest

Năm 2016
- Thần Bài 3: Phát Tài Phát Lộc
- Ông Nội Đặc công / Lão vệ sĩ --- Các diễn viên khác: Hồng Kim Bảo
- Vương Bài Đối Vương bài---- diễn viên khác: Huỳnh Hiểu Minh

Năm 2017
- The Great Wall: Tử Chiến Trường Thành vai Vương Quốc Sư ---- Các diễn viên khác: Matt Damon, Cảnh Điềm, Lộc Hàm, Trương Hàm Dư, Bành Vu Yến,...
- Bả Hào----Các diễn viên khác: Chân Tử Đan
- Sóng dữ (Shock Wave) ---- Các diễn viên khác: Huỳnh Nhật Hoa, Khương Vũ...
- The Adventurers --- Các diễn viên khác: Thư Kỳ, Trương Tịnh Sơ, Tăng Chí Vỹ...